# Caracuel de Calatrava
Caracuel de Calatrava è un comune spagnolo di 165 abitanti situato nella comunità autonoma di Castiglia-La Mancia.